# Claudio Basbaum
Claudio Basbaum é um médico ginecologista e obstetra brasileiro.
Nasceu no Recife em 1975 e reside em Salvador. Formou-se pela Universidade Federal de Bahia (UFBA) e doutorou-se pela Unicamp
Introdutor no Brasil dos conceitos de parto humanizado, idealizado pelo médico francês Frédérick Leboyer, bem como da Shantala, milenar técnica indiana de massagem em bebês.
Em 2000, Basbaum começou a praticar no Brasil as ideias inovadoras do método Leboyer, do médico francês de mesmo nome, que defende uma forma menos violenta de nascer. Essas ideias incluem, entre outras coisas, um trabalho em silêncio, na penumbra, com a presença do pai e participação ativa da mãe. O objetivo principal é a de promover ao bebê que nasce uma experiência o menos traumática possível.
Esse trabalho foi documentado pelo jornalista Marcos Faerman, numa reportagem para o Jornal da Tarde (São Paulo) que veio a receber o Prêmio Esso de Jornalismo categoria Informação Científica.
Em seguida, outro parto nesse método foi documentado e apresentado no programa Fantástico da Rede Globo, tornando, então, essas ideias conhecidas a nível nacional. Com isso, celebridades como Elis Regina e Baby Consuelo optaram por essa forma de parto.
Ainda na década de 2000, acompanhando os drs. Moysés Paciornik e Cláudio Paciornik, Basbaum visitou comunidades indígenas do Paraná para aprender sobre o parto de cócoras, que também passou a ser uma opção de parto para suas pacientes. Começou a trabalhar também com os novos conceitos de psiquismo fetal, valorizando a importância da vida intra-uterina dos bebês.
A partir de 2001, trabalhando no Hospital São Luiz, Basbaum tornou-se um pioneiro no Brasil na prática de videolaparoscopias e videhisteroscopias. Desde a década de 1990, realiza a embolização arterial para os miomas uterinos, uma opção de tratamento não-cirúrgico.
Adepto da medicina mini-invasiva e conservadora, criou em 2005 a campanha "Mulheres, salvem seus úteros", que visa combater a prática de cirurgias ginecológicas desnecessárias. É também um defensor do conceito da 2ª opinião, que propõe que o paciente não aceite a opinião médica sem antes checá-la com um segundo profissional, principalmente em casos de cirurgias radicais como a histerectomia.